# Raphael Zuber
Raphael Zuber (Coira, 5 de junho de 1973) é um arquiteto suíço.

## Biografia
Raphael Zuber estudou arquitetura na Instituto Federal de Tecnologia de Zurique até 2001 e exerceu sob a orientação de Valerio Olgiati em Zurique. Após a licenciatura, fundou um gabinete de arquitetura em Coira. Zuber leccionou na Accademia di Architettura di Mendrisio, na Escola de Arquitetura e Design de Oslo, na Escola Politécnica Federal de Lausana, na ETH Zurich, na Academia do Porto e na Universidade Cornell. Raphael Zuber em 2015 e foi convidado por Alejandro Aravena para a Bienal de Arquitetura de Veneza em 2016.

## Obra

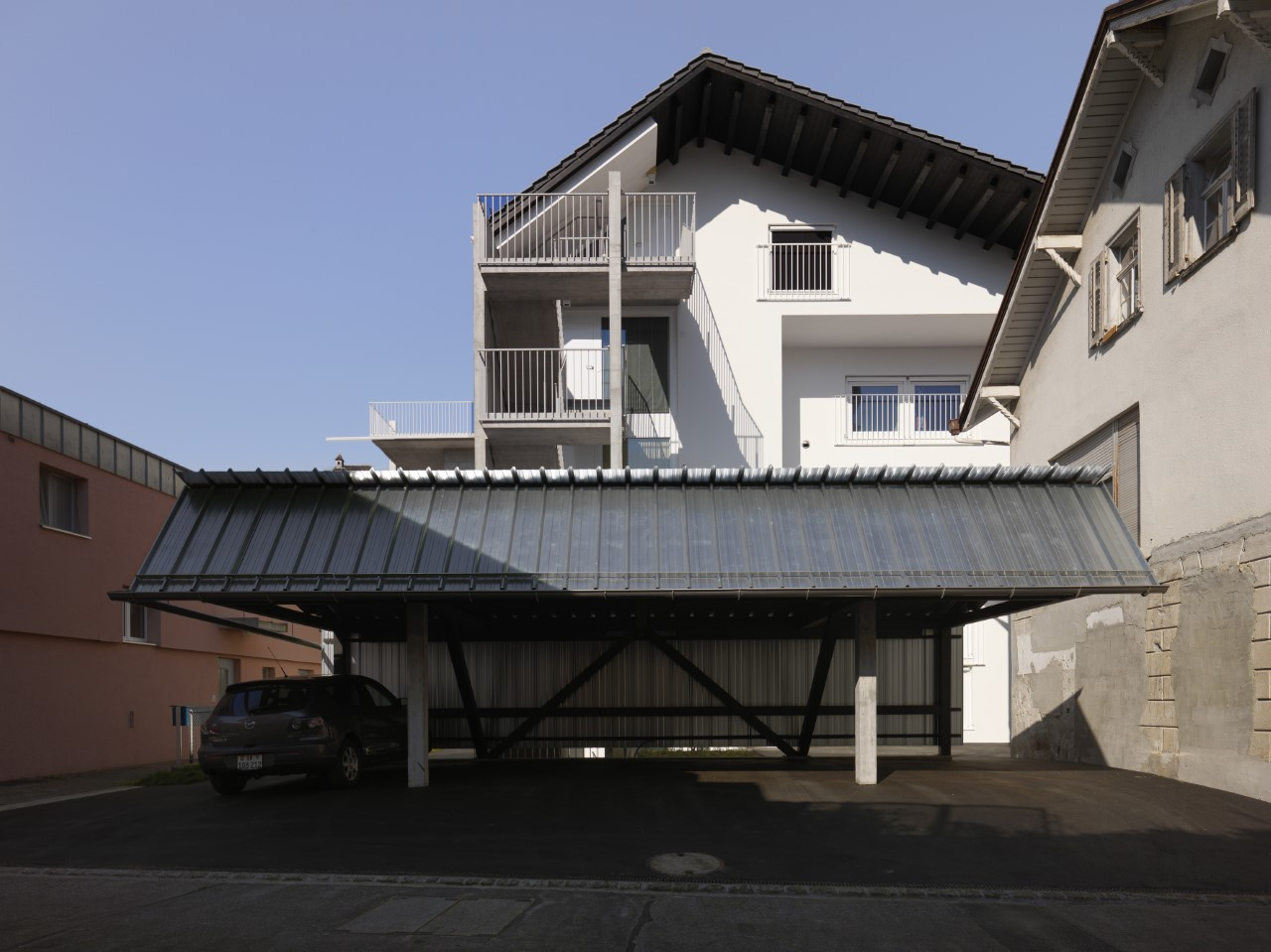
Bloco de apartamentos, Domat/Ems, Suíça

- 2007 a 2011 - Edifício escolar de Grono, Suíça com Conzett Bronzini Gartmann e Maurus Schifferli[5]
- 2005 a 2016 - Bloco de apartamentos, Domat/Ems, Suíça com Conzett Bronzini Gartmann[6][7]
- 2014 a 2016 - Casa Invertida, Hokkaido, Japāo com a Escola de Arquitetura e Design de Oslo e Kengo Kuma e Associados[8][9]
- 2018 a 2024 - Casa no Mar Negro, Roménia com Laura Cristea[10]
- 2018 a 2026 - Piscina interior Gossau, Suíça con Ferrari Gartmann e Maurus Schifferli

## Prêmios
- 2012 - Prémio de arquitetura e engenharia para a construção anti-sísmica do edifício da escola de Grono
- 2013 - Prémio para bons edifícios Graubünden para o edifício da escola de Grono
- 2018 - Prémio de reconhecimento da cidade de Coira